# 美國國會國家人物傳記大辭典
美國國會國家人物傳記大辭典（英語：Biographical Directory of the United States Congress）是一部传记辞典，其中包含美国国会现任及前任成员以及其前身大陆会议的成员。并也包含领土和华盛顿哥伦比亚特区的代表，以及菲律宾和波多黎各的驻地专员。